# Weyer (Lindlar)
Die Ortschaft Weyer ist ein Ortsteil der Gemeinde Lindlar im  Oberbergischen Kreis im Regierungsbezirk Köln in Nordrhein-Westfalen (Deutschland).

## Lage und Beschreibung
Weyer liegt östlich von Lindlar an der Kreisstraße 21, zwischen Lindlar und Frielingsdorf.

## Geschichte
Der Name Weyer leitet sich von der geographischen Bezeichnung "Weiher" ab. Die Entstehungszeit dieses, als Lehngut, entstandenen Hofes ist in die Frühphase des 11. Jahrhunderts einzuordnen. Die Schreibweise in alten Urkunden variiert, meistens jedoch, wird der Ort als Wijer oder wyer bezeichnet. Erstmals taucht in Urkunden der Ortsname im 15. Jahrhundert, genauer im Jahr 1413 auf. An Weyer vorbei verlief eine alte Landwehrlinie des frühen Mittelalters. Im Mittelalter gehörte der Ort zur Honschaft Dorf.
Die Gemeinde- und Gutbezirksstatistik der Rheinprovinz führt Weyer 1871 mit sieben Wohnhäusern und 39 Einwohnern auf.

## Busverbindungen
Haltestelle Weyer:
- Linie 307: Lindlar – Frielingsdorf – Hütte / Berghausen – Kotthauserhöhe / Wasserfuhr – Gummersbach Bf. (OVAG)
- Linie 335: Frielingsdorf – Hartegasse / Fenke – Lindlar – Linde – Biesfeld – Dürscheid – Herkenrath – Sand – Bergisch Gladbach (S) (OVAG)
- VRS (KWS) Linie 401 Industriegebiet Klause – Lindlar – Schmitzhöhe – Kürten Schulzentrum (nur Schulverkehr)